# Ismael Govea
Ismael Govea, né le 20 février 1997 à Buenavista au Mexique, est un footballeur international mexicain qui évolue au poste d'arrière droit au Club Tijuana.

## Biographie

### Atlas CF
Natif de Buenavista, Ismael Govea est formé par l'Atlas CF. Il fait ses débuts en professionnel avec son club formateur le 25 janvier 2018, contre le Tampico Madero. Ce jour-là, il est titulaire et son équipe s'impose par deux buts à un. Il joue son premier match de Liga MX le 3 mars de la même année face au Monarcas Morelia, contre qui son équipe s'incline par deux buts à un.

### Santos Laguna
Le 10 juillet 2020, il rejoint le Santos Laguna.

### Club Tijuana
Le 15 juillet 2022, Ismael Govea est prêté par le Santos Laguna au Club Tijuana pour une saison.

### En équipe nationale
Govea arrive en demi-finale du tournoi Maurice Revello avec l'équipe des espoirs du Mexique en 2019, 
Le 3 octobre 2019, Ismael Govea honore sa première sélection avec l'équipe nationale du Mexique face à Trinité-et-Tobago, en match amical. Il est titulaire au poste de défenseur central lors de cette partie, et le Mexique s'impose par deux buts à zéro.